# Bystrá (Brezno)
Bystrá (ungarisch Sebesér – bis 1888 Bisztra) ist eine Gemeinde in der Mitte der Slowakei mit 152 Einwohnern (Stand 31. Dezember 2024), die zum Okres Brezno, einem Kreis des Banskobystrický kraj, gehört und zur traditionellen Landschaft Horehronie gezählt wird.

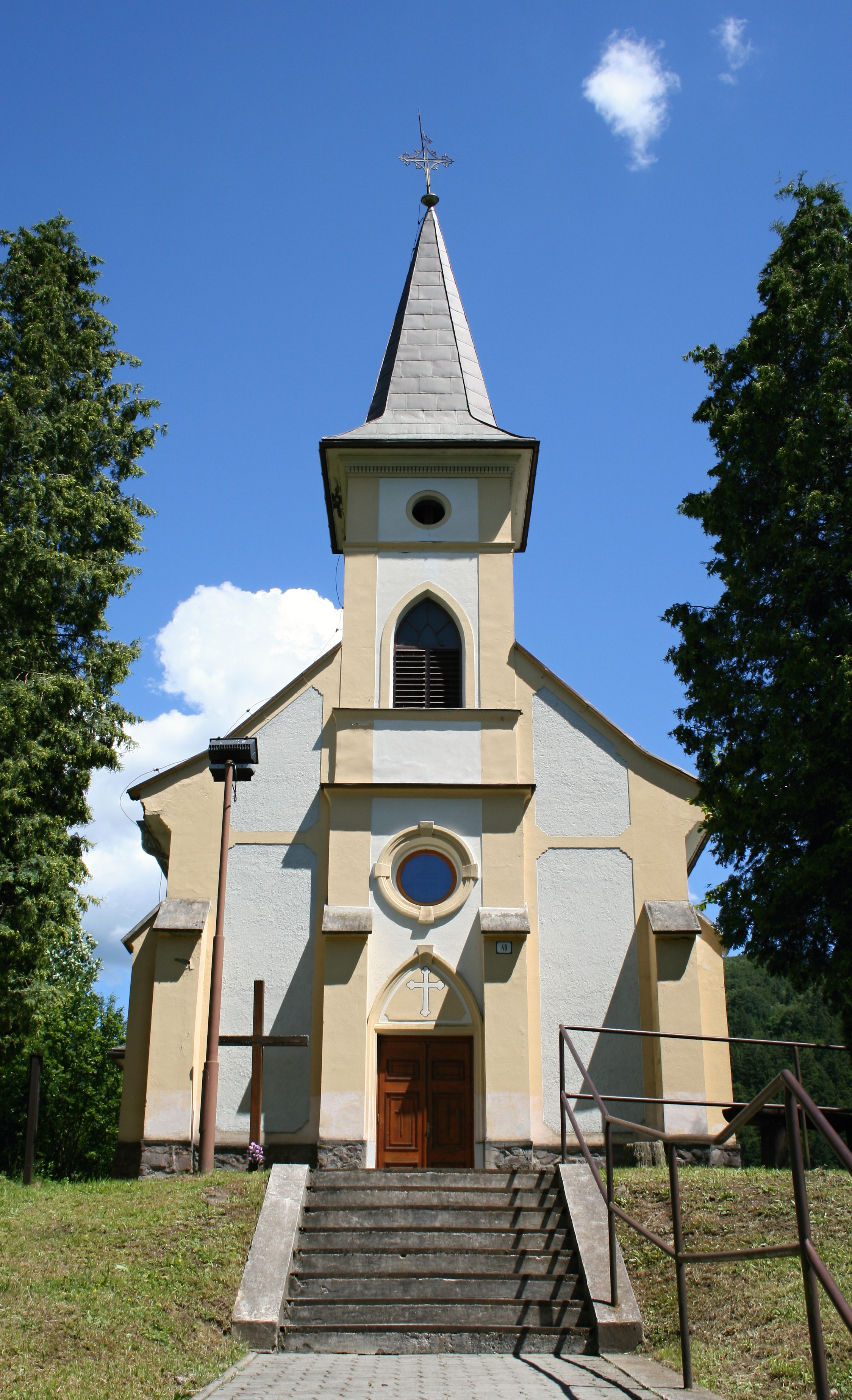
St.-Florians-Kirche

## Geographie
Die Gemeinde befindet sich am Südhang der Niederen Tatra im dortigen Nationalpark. Der Ort selbst liegt am Zusammenfluss der von Osten kommenden Štiavnička und der von Norden fließenden Bystrianka. Das Gemeindegebiet umfasst dann einen beträchtlichen Teil des Tals Bystrá dolina und hört kurz vor dem Hauptkamm auf. Das Ortszentrum liegt auf einer Höhe von 560 m n.m. und ist 12 Kilometer von Brezno sowie 40 Kilometer von Banská Bystrica entfernt.
Das Gemeindegebiet von Bystrá grenzt an Horná Lehota im Nordwesten und Norden, Brezno im Nordosten, Mýto pod Ďumbierom im Osten und Valaská im Südwesten.

## Geschichte
Bystrá wurde zum ersten Mal 1563 als Wistra schriftlich erwähnt und entstand auf dem damaligen Gebiet von Horná Lehota. Die Siedlung befand sich rund um einige Gold- und Silberbergwerke (16. und 17. Jahrhundert), darüber hinaus waren die Einwohner als Holzfäller und Köhler beschäftigt. Im 18. und 19. Jahrhundert gab es hier ein Hammerwerk, das Roheisen vom Gebiet rund um Hronec, Pohronská Polhora und Tisovec verarbeitete. 1828 zählte man 23 Häuser und 199 Einwohner. Im späten 19. Jahrhundert arbeiteten die Einwohner fast ausschließlich im Eisenwerk von Podbrezová; 1896 wurde die Gemeinde selbstständig.
Bis 1918 gehörte der im Komitat Sohl liegende Ort zum Königreich Ungarn und kam danach zur Tschechoslowakei beziehungsweise heute Slowakei.
Von 1960 bis 1990 war Bystrá Teil der Gemeinde Mýto pod Ďumbierom.

## Bevölkerung
| Jahr                | 1994 | 2004     | 2014   | 2024     |
| ------------------- | ---- | -------- | ------ | -------- |
| Anzahl der Personen | 231  | 200      | 193    | 152      |
| Unterschied         |      | −13,41 % | −3,5 % | −21,24 % |

| Jahr                | 2023 | 2024    |
| ------------------- | ---- | ------- |
| Anzahl der Personen | 148  | 152     |
| Unterschied         |      | +2,70 % |

Gemäß der Volkszählung 2011 wohnten in Bystrá 203 Einwohner, davon 182 Slowaken, zwei Mährer und jeweils ein Deutscher, Kroate und Russine. 16 Einwohner machten keine Angabe. 114 Einwohner gehörten zur römisch-katholischen Kirche, 13 Einwohner zur evangelischen Kirche A. B., zwei Einwohner zur altkatholischen Kirche und ein Einwohner zu den Siebenten-Tags-Adventisten und zur griechisch-katholischen Kirche; sechs Einwohner waren anderer Konfession. 43 Einwohner waren konfessionslos und bei 23 Einwohnern wurde die Konfession nicht ermittelt.
Ergebnisse nach der Volkszählung 2001 (201 Einwohner):
| Nach Ethnie: - 94,03 % Slowaken - 1,99 % Tschechen - 1,49 % Deutsche | Nach Konfession: - 66,67 % römisch-katholisch - 19,90 % konfessionslos - 6,97 % evangelisch - 3,48 % keine Angabe - 0,50 % griechisch-katholisch |

## Sehenswürdigkeiten
- Kapelle aus dem Jahr 1816
- Bystrianska jaskyňa, seit 1968 Schauhöhle

## Persönlichkeiten
- František Švantner (1912–1950), slowakischer Schriftsteller